# Robert-Bosch-Gesamtschule (Hildesheim)

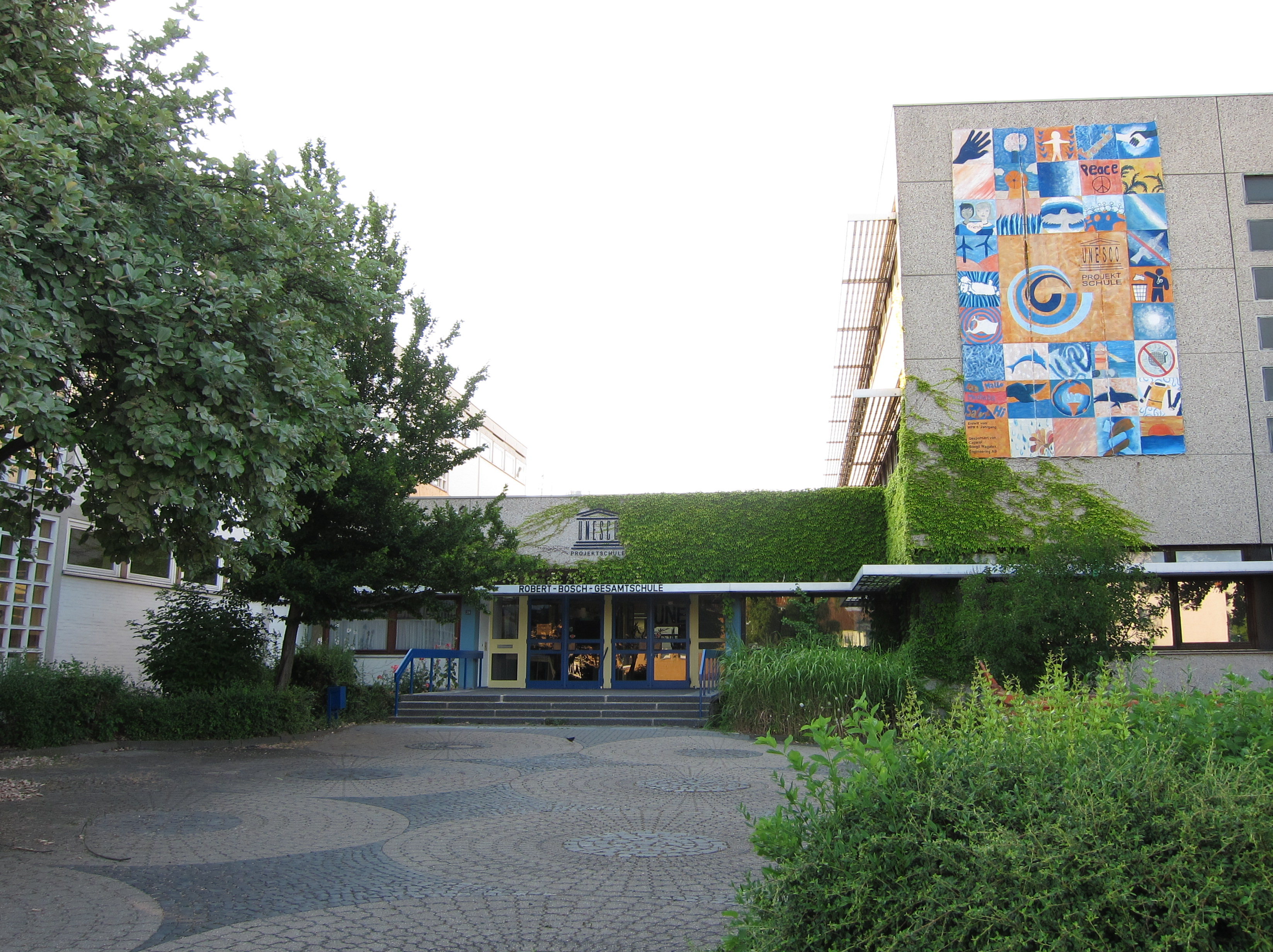
Robert-Bosch-Gesamtschule in Hildesheim

Die Robert-Bosch-Gesamtschule in Hildesheim, dort als RBG abgekürzt, ist eine staatliche Integrierte Gesamtschule mit gymnasialer Oberstufe. Sie ist nach Robert Bosch benannt, Gründer der Bosch GmbH, die ein Werk in der Stadt unterhält. In der Ganztagsschule mit 5-Tage-Woche werden über 1300 Schüler in 43 Klassen von rund 100 Lehrkräften unterrichtet und betreut (Stand: Dezember 2007). 
Die Schule ist Mitglied im Schulverbund Blick über den Zaun, einem Zusammenschluss reformpädagogisch orientierter Schulen.

## Geschichte
Die RBG in der Hildesheimer Nordstadt wurde 1971 gegründet und ist damit eine der jüngsten Schulen der Stadt. Zum Aufbau der Lehranstalt spendeten die ansässigen Bosch/Blaupunkt-Werke einen Betrag von 1 Million DM. Seit 1979 ist die Robert-Bosch-Gesamtschule eine von 17 ausgewählten UNESCO-Projektschulen in Niedersachsen und qualifizierte sich 1996 als Umweltschule in Europa. Im Jahr 2000 durfte sie sich als „Expo-Schule“ für das Land Niedersachsen auf der Weltausstellung Expo 2000 in Hannover präsentieren. 2004 stellte sie den Bundessieger beim Bundeswettbewerb Mathematik. 2006 wurde die Schule ausgezeichnet als eine der Gesamtschulen mit besonderem Ganztagesangebot. Im Wettbewerb Jugend forscht errang sie 2007 den Sonderpreis des niedersächsischen Kultusministers. Im Dezember 2007 setzte sie sich als Hauptpreisträger im Wettbewerb um den Deutschen Schulpreis durch.

## Fächerwahl
Die Schule bietet mehrere Lernangebote für leistungsstarke Schüler. Ab dem sechsten Jahrgang wählen die Schülerinnen und Schüler eine zweite Fremdsprache. Ab dem achten Jahrgang erfolgt eine Einteilung in Leistungskurse. Neigungs- und Interessengruppen sollen die individuellen Lernprofile berücksichtigen und unterstützen.

## Schulleben

### Arbeitsgemeinschaften (AGs)

#### AG Veranstaltungstechnik / Technik-Team
Das Technik-Team der RBG Hildesheim wurde 2011 ins Leben gerufen, woraus sich die AG Veranstaltungstechnik / Technik-Team entwickelt hat. Das Technik-Team unterstützt alle Veranstaltungen, welche an der Robert-Bosch-Gesamtschule stattfinden. Dazu gehören auch die verschiedenen Theater-Aufführungen, welche über das Jahr verteilt in der RBG stattfinden.

#### Theater-AG
Schon seit vielen Jahren gibt es an der Robert-Bosch-Gesamtschule eine Theater-AG, welche immer wieder von verschiedenen Lehrern geleitet wird.

#### Schulsanitätsdienst
Seit geraumer Zeit gibt es an der RBG einen Schulsanitätsdienst, der in Form einer AG organisiert ist. Die AG-Treffen finden mittwochs in der Mittagspause statt. Bei medizinischen Notfällen haben Schülerinnen und Schüler sowie Lehrkräfte die Möglichkeit, zwischen 7:55 und teilweise 15:20 Uhr per Telefon den Schulsanitätsdienst zu erreichen, der die (Erst)Versorgung von verletzten und erkrankten Personen übernimmt.

## Sonstige Angebote
Die eigene Mensa bietet Schulspeisung an. Zur Freizeitgestaltung stehen beispielsweise Schach, Kartenspiele, Tischtennis und Billard zur Verfügung. Es gibt weitere Arbeitsgemeinschaften und die Schule besitzt eine Schulbücherei. Außerdem werden zur Stärkung der Sozialkompetenzen regelmäßig Gruppenstunden durchgeführt. An der RBG gibt es seit mehr als 25 Jahren Soziale Arbeit für die Schüler.

## Bekannte Absolventen
- Carsten Maschmeyer, Finanzunternehmer und Gründer der AWD Holding AG; Abiturjahrgang 1978
- Tobias Bremer, Pianist und Songwriter; Abiturjahrgang 1993
- Tim Lüddecke, Biochemiker und Zoologe; Abiturjahrgang 2008
- Emilia Fester, Politikerin (Grüne) und Mitglied des Bundestags; Abiturjahrgang 2017